# Jean-Marie Derscheid
Jean-Marie Derscheid, né le 14 juillet 1955 et mort le 19 novembre 2020, est un éditeur, galeriste et scénographe belge. Connu pour être l'un des animateurs de la bande dessinée les plus remarquables.

## Biographie

### Jeunesse et formation
Jean-Marie Derscheid naît le 14 juillet 1955. Il est le fils de Jean-Pierre Derscheid, historien spécialisé dans l’histoire de la Russie et Denise Sanders,. Il est le petit-fils de l'ornithologue Jean-Marie Derscheid. Il est l'arrière-petit-fils du docteur Gustave Max Charles Émile Derscheid (1871-1952), le fondateur de la ligue contre la tuberculose,,. Il fait des études en micro-biologie à l'Université de Neuchâtel.

### Galeriste (1981-2001)

#### Espace 2016
Il a été un des premiers galeristes de bande dessinée, accrochant, dans sa première galerie 2016 située 5 avenue Macau,, près des étangs d’Ixelles, aussi bien son ami Hugo Pratt, dès 1981, que Paul Gillon, Moebius, Loisel pour le premier tome de La Quête de l'Oiseau du temps et Tardi.
En 1982, il monte la première expo-vente d'originaux d'Hugo Pratt. Dans une interview accordée au journaliste du journal Le Soir Daniel Couvreur, Derscheid raconte : « C'était en 1982, et je vernissais la première expo d'Hugo Pratt en Belgique. Je n'ai rien vendu, mais je me suis découvert une passion pour la bande dessinée. ». Il se contredira plus tard où il déclarera qu'un chapitre entier d'Un ange à la fenêtre d'Orient fut vendu à l'occasion. En avance sur son temps, les ventes ne suivent pas. 

#### Galerie Ziggourat

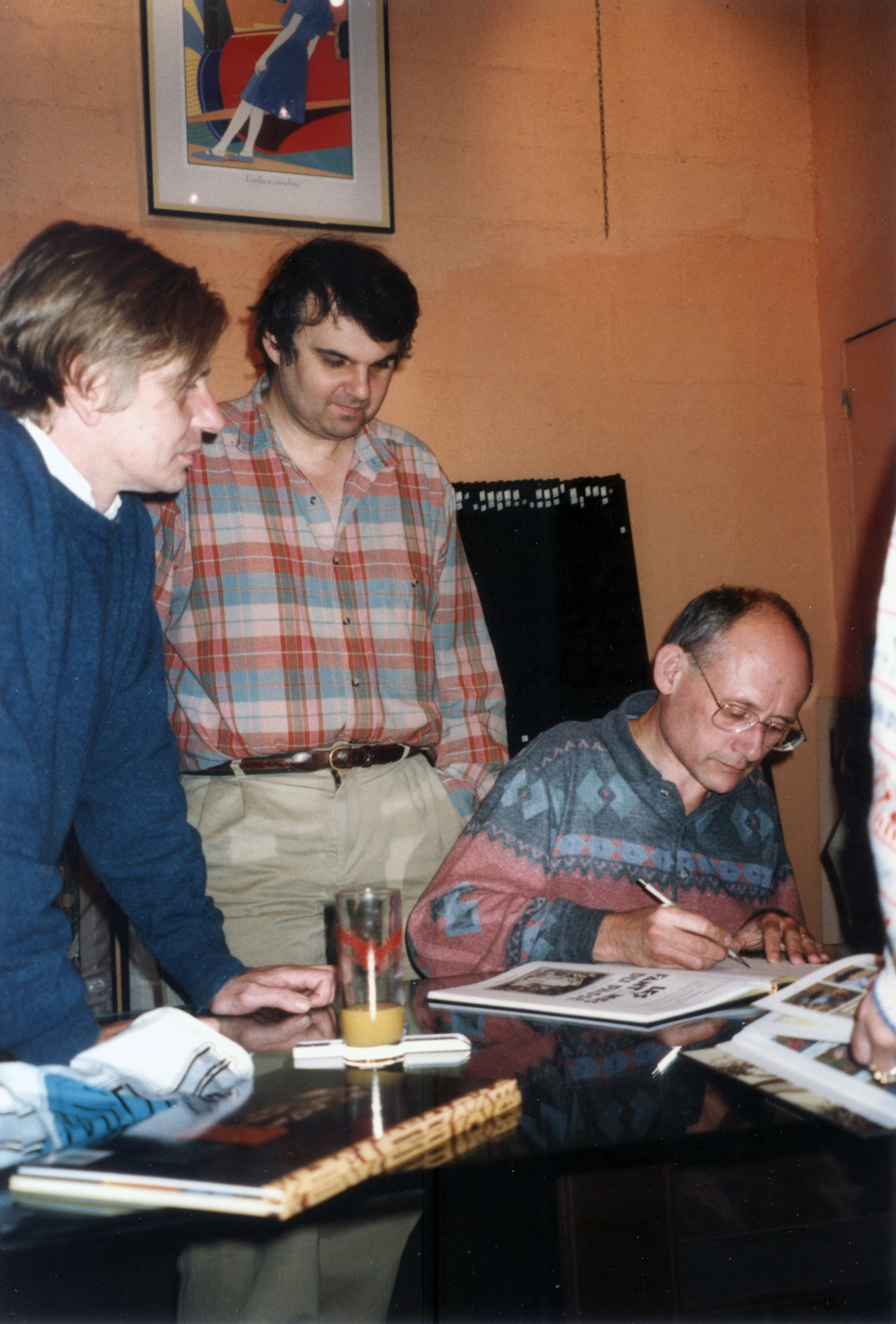
Jean-Marie-Derscheid, Stephen Desberg et Daniel Desorgher à la Galerie Ziggourat, le 21 septembre 1996.

Au début des années 1990, il ouvre la Galerie Ziggourat, près de l'avenue Louise au 34 rue Dejoncker. Il consacre sa première exposition à Winsor McCay et présente une quinzaine de planches de la série Little Nemo in Slumberland. Puis viennent les expositions d'autres maîtres américains tels Alex Raymond, Burne Hogarth, et Milton Caniff. Il propose aussi à la vente des planches originales de François Schuiten. Il monte une exposition par mois. Il se spécialisera par la suite dans la bande dessinée alternative avec des auteurs d'avant-garde des maisons d'édition parmi lesquelles figurent Fremok, La Cinquième Couche, L'Employé du Moi. Il est aux côtés de Thierry Van Hasselt et Dominique Goblet dans les premières expérimentations des éditions Fréon. Jean-Christophe Menu témoigne : « Il nous avait invités au début de l'Asso dans sa maison de Knokke. ». Selon le dessinateur et scénariste David Vandermeulen, il est le premier libraire qui fait construire des meubles propres à la présentation des premières publications des graphzines et de la micro-édition européenne. Il propose également une exposition sur les femmes d'Hugo Pratt réalisées à l'aquarelle en 1995. Dans la librairie-galerie Ziggourat, il publie nombre de portfolios, Carnets de croquis, cartes, sérigraphies et ex-libris,. En 2001, il dépose le bilan.

#### Éditions Pyramides
Parallèlement, comme éditeur, il lance les éditions Pyramides. Mingus de Louis Joos, qu’il a par ailleurs beaucoup mis en avant dans sa carrière, sort en 1999. Il publie le livre essentiel de Claude Renard sur un scénario d'Yves Vasseur, Galilée,, (2001). Et puis, il y a La Source (2002), de Frank Pé, qui est un Broussaille hors-série.

### Commissaire d'exposition et scénographe
Peu après, il se convertit en commissaire d'exposition et scénographe. Il montera des expositions consacrées à la bande dessinée belge en Australie (Sydney, 2002), en Amérique du Sud comme à Santiago ou à Hong Kong et en Corée (2004). On lui doit quelques expositions majeures comme Regards croisés de la bande dessinée belge aux Musées royaux des Beaux-Arts en 2009 avec Didier Pasamonik à Bruxelles,. Il est chef de projet de l’exposition en hommage à Art Spiegelman à Angoulême puis au Centre Pompidou (2012), Alan Moore à BDAix, de l’exposition Génération Spontanée, présentant la nouvelle scène indépendante belge à Angoulême (2011), Aix, Paris, Bruxelles et Meyrin sous le commissariat de Thierry Bellefroid, de l’exposition Fritz Haber de David Vandermeulen à Mons (2014) et remontée par la suite à l’Institut Max Planck à Berlin. On lui doit également une exposition sur la ligne claire ou sur le western, avec Philippe Duvanel, au château de Saint-Maurice, dans le Valais.
Il cofonde Istanbulles, le festival de bande dessinée d’Istanbul avec Didier Pasamonik où ils montent une douzaine d’expositions.
Il est commissaire-scénographe résident, présent à toutes les éditions, au Festival international de bande dessinée de Lausanne (BDFIL) sous la direction de Dominique Radrizzani, où on lui doit notamment Cosey en 2007, André Juillard en 2008, Derib en 2016, Herr Seele en 2017.
Il en est de même aux Rencontres du neuvième art d'Aix-en-Provence pendant 17 ans aux côtés de Serge Darpeix, le directeur artistique et aux Rencontres suisses et internationales de bande dessinée de Delémont Delémont'BD. Il était aussi régulièrement invité à Fumetto et il apporte son concours à la galerie bruxelloise Champaka.
L’exposition Warhol by Typex, créée aux Rencontres d’Aix sera sa dernière.

### Autres activités
Il a été l’un des fondateurs de la Commission d’aide à la bande dessinée de la région bruxelloise, où il siégeait comme expert en bande dessinée. Il est encore le conseiller de grands collectionneurs.

### DansSpirou
André Geerts conte dans le court récit La Bédé belge en Corée, publié dans Spirou no 3476 du 24 novembre 2004, une conversation téléphonique tenue avec Jean-Marie Derscheid, commissaire de l'exposition Comic Strip Passion - Contempory Artists of Belgian Comics le persuadant de réaliser l'affiche de ladite exposition.

### Mort
Comme le dit son ami David Vandermeulen : « il a eu la très mauvaise idée de mourir », le 19 novembre 2020, à l'âge de 65 ans.

### Vie privée
Il a été l'époux de Martine von Allmen. Il avait une fille Nathalie,. Il demeurait à Sterrebeek.

## Œuvres

### Publications
- (fr + en) Thierry Bellefroid et Jean-Marie Derscheid, 67 auteurs de bande dessinée en Wallonie et à Bruxelles [« 67 Authors in comic strip art in Wallonia-Brussels Federation »], Bruxelles, Wallonie-Bruxelles International, 2012, 118 p., ill. ; 26 cm ; pdf (ISBN 9782930071831 et 2-930071-83-4, OCLC 959828979, lire en ligne).
- Thierry Bellefroid et Jean-Marie Derscheid, 77 auteurs de bande dessinée en Wallonie et à Bruxelles, Bruxelles, Wallonie-Bruxelles International, 2017, 128 p., PDF (ISBN 2-930071-83-4, lire en ligne)Suite de l'exposition Génération spontanée.

#### Essais sur la bande dessinée
- Thierry Bellefroid (dir.), Jean-Marie Derscheid et al., L'Âge d'or de la bande dessinée belge[25] : La Collection du Musée des Beaux-Arts de Liège, Bruxelles, Les Impressions nouvelles, 6 janvier 2015, 94 p. (ISBN 978-2-87449-232-7, présentation en ligne)

#### Catalogues d'exposition
- Art et innovation dans la bande dessinée européenne[26],[27], Éditions De Buck, Bruxelles, juin 1987
Scénario : collectif dont Jean-Marie Derscheid - Dessin : collectif - Couleurs : quadrichromie -  (ISBN 2-87153-004-1),Préface : Pascal Lefèvre. Catalogue de l'exposition éponyme au Musée d'art contemporain de Gand (4 juillet au 6 septembre 1987).
- Didier Pasamonik (dir.), Éric Verhoest (dir.) et Jean-Marie Derscheid (recherches iconographiques), Regards croisés de la bande dessinée belge, Gand, Snoeck, 2009, 228 p., ill. ; 29 cm (ISBN 9789053497418 et 9053497412, OCLC 494605126, présentation en ligne).

#### Publications dans revues et journaux
Jean-Marie Derscheid, « À votre santé ! », La Libre Belgique,‎ 22 juin 2001 (lire en ligne, consulté le 20 mai 2025).

### Commissariat d'exposition
- Cosey[18], Festival international de bande dessinée de Lausanne (BD-FIL), Lausanne, septembre 2007
- André Juillard[19], Festival international de bande dessinée de Lausanne (BD-FIL), Lausanne, septembre 2008
- Regards croisés de la bande dessinée belge. Coproduite par les Musées royaux des Beaux-Arts et le Bureau des grands évènements, à Bruxelles, du 27 mars 2009 au 28 juin 2009, aux côtés de Didier Pasamonik[17],[28],[29],[30].
- Black is Beautiful : La couleur du noir (2010). Produite par le Festival international de bande dessinée de Lausanne (BD-FIL) pour le Musée historique de Lausanne, du 10 au 12 septembre 2010, aux côtés de Jean-Marie Derscheid[31].
- Philippe Geluck - Le Chat à Istanbul (2010). Institut Français d'Istanbul, du 13 au 23 octobre 2010, aux côtés de Didier Pasamonik[32].
- Loustal - Chambres avec vue[33],[34] avec Philippe Duvanel, Festival international de Lausanne BD-FIL, septembre 2011
- La Couleur dessinée (2011). Produite par le Festival international de Lausanne BD-FIL pour le Musée historique de Lausanne, du 9 au 25 septembre 2011. Exposition sur l'histoire de la couleur dans la bande dessinée, des chromistes aux coloristes à la « couleur dessinée » d'aujourd'hui. Commissariat : Jean-Marie Derscheid, avec la collaboration de Didier Pasamonik, de Cuno Affolter et de BD-FIL[35].
- Les aventures de la ligne claire[36], avec Ariel Herbez, Espace Arlaud, Lausanne, jusqu’au 23 septembre 2012.
  - Der Fall Herr G. & Co, nouvelle création au Cartoonmuseum Basel[37],[38],[39], Bâle, du 26 octobre 2013 jusqu’au 9 mars 2014
- Rétrospective Tardi[40],[41], avec Pierre-Marie Jamet dans le cadre du Fumetto, Neubad, Lucerne, mars 2015.
- Western, la magie du western dans la bande dessinée franco-belge[42], avec Philippe Duvanel, Château de Saint-Maurice, Saint-Maurice, novembre 2015.
- Derib[43], BDFIL, 2016
- François Boucq[44], Delémont'BD, Delémont, du 15 au 17 juin 2018
- Warhol by Typex[45], exposition Hors les murs, Grand Curtius, Liège du 31 octobre 2020 au 28 février 2021 - imaginée avec l'auteur pour les Rencontres du neuvième art d'Aix-en-Provence en 2019.

### Scénographe d'exposition
- Génération Spontanée ?, sous  le commissariat de Thierry Bellefroid La nouvelle scène belge indépendante, production Wallonie-Bruxelles International/Centre Wallonie-Bruxelles de Paris. Cinq présentations ont eu lieu :

1. Festival international de la bande dessinée d’Angoulême, janvier 2011[46].
2. Centre Wallonie-Bruxelles de Paris, juin-août 2011[47].
3. BIP (Bruxelles Info Place, Place Royale à Bruxelles), septembre-octobre 2011[48],[49].
4. Rencontres du 9e Art d’Aix, Aix-en-Provence, mars-avril 2012[50]
5. Centre culturel du Forum de Meyrin, Genève, Suisse, octobre-décembre 2012[51],[52].

- Cowboy Henk[53], Rencontres du 9e Art d’Aix-en-Provence, 2013
- Fritz Haber, un esprit de guerre[54],[55], salle Saint Georges, Mons, jusqu'au 16 novembre 2014.
- #Original-Multiple avec Serge Darpeix, Rencontres du 9e Art d’Aix-en-Provence, Cité du livre, Galerie Zola, jusqu’au 26 mai 2018[56].

### Chef de projet, expert bande dessinée
- Art Spiegelman, co-mix, rétrospective, Bibliothèque publique d'information, Centre Pompidou, du 21 mars au 21 mai 2012[57].

### Débats
- Sensibiliser à la BD de création[58], débat avec Bruno Merckx (modérateur), Thierry Bellefroid et Jean-Luc Cappelle, Foire du livre de Bruxelles, le mars 2012.

### Postérité
BDFIL Festival de bande dessinée Lausanne, le Cartoon Museum Basel, Delémont'BD, la Fondation du Château de Saint-Maurice, Fumetto et ses amis suisses lui rendent hommage dans l'avis nécrologique : « Infatigable passeur, il a, depuis le festival de Sierre, porté, soutenu et défendu dans toute la Suisse, un propos ouvert sur la bande dessinée, à travers nombre d’expositions. Son infinie générosité, son humilité, sa passion du partage, sa fougue, son audace et son amour de la vie n’ont jamais cessé de nous éblouir. Merci l’ami, tu as tant donné. »

#### Témoignages
Philippe Duvanel, directeur artistique de Delémont BD et futur éditeur : « Quelle douleur et quelle tristesse, face à ce départ si prématuré d’un homme aussi humble, partageur et profondément beau. »
- Pour Patrick Gaumer : « Tant de souvenirs, j’ai du mal à croire que je ne te verrais plus. Ton rire franc et ton amitié vont solidement me manquer, Jean-Marie[3]… »
- Philippe Wurm : « Jean-Marie avait une magnifique propriété style années 1960, design Franquin, dans un petit village de l’est de Bruxelles à Sterrebeek. Nous avions la chance d’être ses voisins et il nous y invitait très souvent, c’est là que j’ai rencontré tout le gratin de la BD de l’époque. Cette magnifique maison possédait un petit étang avec des canards, un parc aménagé avec des plantes rares et de collection et un terrain de tennis en terre battue. Régulièrement j’allais y jouer avec mes fils. Un jour surgit un petit bouledogue qui se précipitait derrière nos balles de tennis et les déchiquetait. Jean-Marie arrivait goguenard et s’en amusait. Ce petit molossoïde au pelage noir de jais et à l’œil torve, s’appelait Calvin, il était charmant et très sémillant. Il nous a fait craqué ! Quelques temps [sic] après nous sommes allés chez Jean-Marie avec Hugo un bouledogue français noir que nous venions d’adopter. La surprise passée il nous dit d’un air badin : "Alors vous avez craqué ! C’est bien, vous allez beaucoup rire[3] !"… »
- Francois Deneyer, historien de l'art : « Jean-Marie était à la fois quelqu’un de discret et très enthousiaste. Je garde de très bons souvenirs de ses expos à la galerie Ziggourat. Il nous quitte beaucoup trop tôt, même pas le temps de savourer une retraite méritée[3] :-( »
- Frank Pé : « Jean-Marie et moi nous sommes connus sur les bancs en bois de l’athénée. Nous étions né avec un an et un jour d’intervalle. J’ai eu la chance de connaître Jean-Marie dans son rôle d’ornithologue lors d’escapades au Zwin ou au lac de Der, mais c’est surtout lors de grands voyages en Australie et en Louisiane que nous avons passé du temps dans des réserves naturelles, sur des rivages, dans les marais... Il avait un œil aiguisé à l’extrême et il vous donnait le nom de l’espèce, le sexe et l’âge d’un piaf avant que vous n’aviez repéré le moindre mouvement ! Ses jumelles ne le quittaient jamais, il était le dernier couché et le premier levé (avec les oiseaux !) et partageait volontiers, laissant entrevoir ce grand éblouissement ornithologique de sa vie. Les fêtes chez Jean-Marie resteront inoubliables également. Il convoquait les amis et la culture, et le culinaire, dans un beau désordre. À 5h du matin, il vous racontait, avec sa belle voix grave, les fêtes mémorables et vénitiennes chez l’ami Hugo Pratt, qui duraient 5 jours et 6 nuits, et on ne savait plus ce qui était vrai ou faux, mais ce qui était certain c’est que l’on touchait au mythe, comme si le virus d’Hugo l’avait choppé. Merci et tendresses pour tout ça et tout le reste, Jean-Jean[3] ! »